# TNA 임팩트! (비디오 게임)
TNA 임팩트(TNA Impact)는 Midway 게임사가 개발한 임팩트 시리즈의 첫 번째 작품이다.